# Giti
Giti is een bestuurslaag in het regentschap Rokan Hulu van de provincie Riau, Indonesië. Giti telt 1717 inwoners (volkstelling 2010).